# Подград-на-Похорю
Подград-на-Похорю (словен. Podgrad na Pohorju) — поселення в общині Словенська Бистриця, Подравський регіон‎, Словенія.